# Главы военных ведомств России
Ниже представлен список глав военных ведомств Российской империи, Российской Республики, Государства Российского, РСФСР и Российской Федерации — руководителей военных ведомств России.
Воинская должность в различные годы называлась по-разному, как и высший орган военного управления, отвечающего за оборону государства. Воинские звания руководителей военных ведомств представлены на момент ухода с соответствующей должности.

## Российская империя (1721—1917)
| Президенты Военной коллегии             | Президенты Военной коллегии             | Президенты Военной коллегии                                                | Президенты Военной коллегии                                                | Президенты Военной коллегии                                                                                               | Президенты Военной коллегии                                                                                               | Президенты Военной коллегии             | Президенты Военной коллегии             | Президенты Военной коллегии             | Президенты Военной коллегии             |
| Портрет                                 | Портрет                                 | Имя                                                                        | Имя                                                                        | Сроки пребывания в должности                                                                                              | Сроки пребывания в должности                                                                                              | Звание                                  | Звание                                  |                                         |                                         |
|                                         |                                         | Александр Данилович Меншиков                                               | Александр Данилович Меншиков                                               | 1719 — 1724 | 1719 — 1724 | Генерал-фельдмаршал                     | Генерал-фельдмаршал                     |                                         |                                         |
|                                         |                                         | Аникита Иванович Репнин                                                    | Аникита Иванович Репнин                                                    | 1724 — 1726 | 1724 — 1726 | Генерал-фельдмаршал                     | Генерал-фельдмаршал                     |                                         |                                         |
|                                         |                                         | Александр Данилович Меншиков                                               | Александр Данилович Меншиков                                               | 1726 — 1727 | 1726 — 1727 | Генералиссимус                          | Генералиссимус                          |                                         |                                         |
|                                         |                                         | Михаил Михайлович Голицын                                                  | Михаил Михайлович Голицын                                                  | 1728 — 1730 | 1728 — 1730 | Генерал-фельдмаршал                     | Генерал-фельдмаршал                     |                                         |                                         |
|                                         |                                         | Василий Владимирович Долгоруков                                            | Василий Владимирович Долгоруков                                            | 1730 — 1731 | 1730 — 1731 | Генерал-фельдмаршал                     | Генерал-фельдмаршал                     |                                         |                                         |
|                                         |                                         | Бурхард Кристоф Миних                                                      | Бурхард Кристоф Миних                                                      | 1732 — 1741 | 1732 — 1741 | Генерал-фельдмаршал                     | Генерал-фельдмаршал                     |                                         |                                         |
|                                         |                                         | Василий Владимирович Долгоруков                                            | Василий Владимирович Долгоруков                                            | 4 декабря 1741 — 11 февраля 1746                                                                                          | 4 декабря 1741 — 11 февраля 1746                                                                                          | Генерал-фельдмаршал                     | Генерал-фельдмаршал                     |                                         |                                         |
|                                         |                                         | Никита Юрьевич Трубецкой                                                   | Никита Юрьевич Трубецкой                                                   | 1760 — 1763 | 1760 — 1763 | Генерал-фельдмаршал                     | Генерал-фельдмаршал                     |                                         |                                         |
|                                         |                                         | Захар Григорьевич Чернышёв                                                 | Захар Григорьевич Чернышёв                                                 | 1763 — 1774 | 1763 — 1774 | Генерал-фельдмаршал                     | Генерал-фельдмаршал                     |                                         |                                         |
|                                         |                                         | Григорий Александрович Потёмкин                                            | Григорий Александрович Потёмкин                                            | 1784 — 1791 | 1784 — 1791 | Генерал-фельдмаршал                     | Генерал-фельдмаршал                     |                                         |                                         |
|                                         |                                         | Николай Иванович Салтыков                                                  | Николай Иванович Салтыков                                                  | 1791 — 1802 | 1791 — 1802 | Генерал-фельдмаршал                     | Генерал-фельдмаршал                     |                                         |                                         |
| Президенты Адмиралтейств-коллегии       | Президенты Адмиралтейств-коллегии       | Президенты Адмиралтейств-коллегии                                          | Президенты Адмиралтейств-коллегии                                          | Президенты Адмиралтейств-коллегии                                                                                         | Президенты Адмиралтейств-коллегии                                                                                         | Президенты Адмиралтейств-коллегии       | Президенты Адмиралтейств-коллегии       | Президенты Адмиралтейств-коллегии       | Президенты Адмиралтейств-коллегии       |
| Портрет                                 | Портрет                                 | Имя                                                                        | Имя                                                                        | Сроки пребывания в должности                                                                                              | Сроки пребывания в должности                                                                                              | Звание                                  | Звание                                  |                                         |                                         |
|                                         |                                         | Фёдор Матвеевич Апраксин                                                   | Фёдор Матвеевич Апраксин                                                   | 15 (26) декабря 1717 — 10 (21) ноября 1728                                                                                | 15 (26) декабря 1717 — 10 (21) ноября 1728                                                                                | Генерал-адмирал                         | Генерал-адмирал                         |                                         |                                         |
|                                         |                                         | Пётр Иванович Сиверс (исправляющий должность)                              | Пётр Иванович Сиверс (исправляющий должность)                              | 1728 — 1732 | 1728 — 1732 | Адмирал                                 | Адмирал                                 |                                         |                                         |
|                                         |                                         | Николай Фёдорович Головин                                                  | Николай Фёдорович Головин                                                  | 25 марта (5 апреля) 1733 — 15 (26) июля 1745                                                                              | 25 марта (5 апреля) 1733 — 15 (26) июля 1745                                                                              | Адмирал                                 | Адмирал                                 |                                         |                                         |
|                                         |                                         | Михаил Андреевич Белосельский (докладчик по морским делам при императрице) | Михаил Андреевич Белосельский (докладчик по морским делам при императрице) | 15 (26) июля 1745 — 7 (18) апреля 1750                                                                                    | 15 (26) июля 1745 — 7 (18) апреля 1750                                                                                    | Вице-адмирал                            | Вице-адмирал                            |                                         |                                         |
|                                         |                                         | Михаил Михайлович Голицын                                                  | Михаил Михайлович Голицын                                                  | 7 (18) апреля 1750 — 10 (21) апреля 1762                                                                                  | 7 (18) апреля 1750 — 10 (21) апреля 1762                                                                                  | Генерал-адмирал                         | Генерал-адмирал                         |                                         |                                         |
|                                         |                                         | Великий князь Павел Петрович                                               | Великий князь Павел Петрович                                               | 10 (21) апреля 1762 — 6 (17) ноября 1796                                                                                  | 10 (21) апреля 1762 — 6 (17) ноября 1796                                                                                  | Генерал-адмирал                         | Генерал-адмирал                         |                                         |                                         |
|                                         |                                         | Иван Григорьевич Чернышёв                                                  | Иван Григорьевич Чернышёв                                                  | 6 (17) ноября 1796 — 26 февраля (9 марта) 1797                                                                            | 6 (17) ноября 1796 — 26 февраля (9 марта) 1797                                                                            | Генерал-фельдмаршал по флоту            | Генерал-фельдмаршал по флоту            |                                         |                                         |
|                                         |                                         | Иван Логинович Голенищев-Кутузов                                           | Иван Логинович Голенищев-Кутузов                                           | 31 октября (11 ноября) 1798 — 12 (24) апреля 1802                                                                         | 31 октября (11 ноября) 1798 — 12 (24) апреля 1802                                                                         | Адмирал                                 | Адмирал                                 |                                         |                                         |
| Военные министры Российской империи     | Военные министры Российской империи     | Военные министры Российской империи                                        | Военные министры Российской империи                                        | Военные министры Российской империи                                                                                       | Военные министры Российской империи                                                                                       | Военные министры Российской империи     | Военные министры Российской империи     | Военные министры Российской империи     | Военные министры Российской империи     |
| Портрет                                 | Портрет                                 | Имя                                                                        | Имя                                                                        | Сроки пребывания в должности                                                                                              | Сроки пребывания в должности                                                                                              | Звание                                  | Звание                                  |                                         |                                         |
|                                         |                                         | Сергей Кузьмич Вязмитинов                                                  | Сергей Кузьмич Вязмитинов                                                  | 1802 — 1808 | 1802 — 1808 | Генерал от инфантерии                   | Генерал от инфантерии                   |                                         |                                         |
|                                         |                                         | Алексей Андреевич Аракчеев                                                 | Алексей Андреевич Аракчеев                                                 | 1808 — 1810 | 1808 — 1810 | Генерал от артиллерии                   | Генерал от артиллерии                   |                                         |                                         |
|                                         |                                         | Михаил Богданович Барклай-де-Толли                                         | Михаил Богданович Барклай-де-Толли                                         | 1810 — 1812 | 1810 — 1812 | Генерал-фельдмаршал                     | Генерал-фельдмаршал                     |                                         |                                         |
|                                         |                                         | Алексей Иванович Горчаков                                                  | Алексей Иванович Горчаков                                                  | 1812 — 1815 | 1812 — 1815 | Генерал от инфантерии                   | Генерал от инфантерии                   |                                         |                                         |
|                                         |                                         | Пётр Петрович Коновницын                                                   | Пётр Петрович Коновницын                                                   | 1815 — 1819 | 1815 — 1819 | Генерал от инфантерии                   | Генерал от инфантерии                   |                                         |                                         |
|                                         |                                         | Пётр Иванович Меллер-Закомельский                                          | Пётр Иванович Меллер-Закомельский                                          | 1819 — 1823 | 1819 — 1823 | Генерал от артиллерии                   | Генерал от артиллерии                   |                                         |                                         |
|                                         |                                         | Александр Иванович Татищев                                                 | Александр Иванович Татищев                                                 | 1823 — 1827 | 1823 — 1827 | Генерал от инфантерии                   | Генерал от инфантерии                   |                                         |                                         |
|                                         |                                         | Александр Иванович Чернышёв                                                | Александр Иванович Чернышёв                                                | 1828 — 1852 | 1828 — 1852 | Генерал от кавалерии                    | Генерал от кавалерии                    |                                         |                                         |
|                                         |                                         | Василий Андреевич Долгоруков                                               | Василий Андреевич Долгоруков                                               | 1852 — 1856 | 1852 — 1856 | Генерал от кавалерии                    | Генерал от кавалерии                    |                                         |                                         |
|                                         |                                         | Николай Онуфриевич Сухозанет                                               | Николай Онуфриевич Сухозанет                                               | 1856 — 1861 | 1856 — 1861 | Генерал от кавалерии                    | Генерал от кавалерии                    |                                         |                                         |
|                                         |                                         | Дмитрий Алексеевич Милютин                                                 | Дмитрий Алексеевич Милютин                                                 | 1861 — 1881 | 1861 — 1881 | Генерал-фельдмаршал                     | Генерал-фельдмаршал                     |                                         |                                         |
|                                         |                                         | Пётр Семёнович Ванновский                                                  | Пётр Семёнович Ванновский                                                  | 22 мая (3 июня) 1881 — 1 (13) января 1882 (как управляющий Военным министерством) 1 (13) января 1882 — 1 (13) января 1898 | 22 мая (3 июня) 1881 — 1 (13) января 1882 (как управляющий Военным министерством) 1 (13) января 1882 — 1 (13) января 1898 | Генерал от инфантерии                   | Генерал от инфантерии                   |                                         |                                         |
|                                         |                                         | Алексей Николаевич Куропаткин                                              | Алексей Николаевич Куропаткин                                              | 1 (13) января 1898 — 1 (13) июля 1898 (как управляющий Военным министерством) 1 (13) июля 1898 — 7 (20) февраля 1904      | 1 (13) января 1898 — 1 (13) июля 1898 (как управляющий Военным министерством) 1 (13) июля 1898 — 7 (20) февраля 1904      | Генерал от инфантерии                   | Генерал от инфантерии                   |                                         |                                         |
|                                         |                                         | Виктор Викторович Сахаров                                                  | Виктор Викторович Сахаров                                                  | 7 (20) февраля 1904 — 15 (28) июля 1905                                                                                   | 7 (20) февраля 1904 — 15 (28) июля 1905                                                                                   | Генерал-лейтенант                       | Генерал-лейтенант                       |                                         |                                         |
|                                         |                                         | Александр Фёдорович Редигер                                                | Александр Фёдорович Редигер                                                | 15 (28) июля 1905 — 11 (24) марта 1909                                                                                    | 15 (28) июля 1905 — 11 (24) марта 1909                                                                                    | Генерал от инфантерии                   | Генерал от инфантерии                   |                                         |                                         |
|                                         |                                         | Владимир Александрович Сухомлинов                                          | Владимир Александрович Сухомлинов                                          | 11 (24) марта 1909 — 13 (26) июня 1915                                                                                    | 11 (24) марта 1909 — 13 (26) июня 1915                                                                                    | Генерал от кавалерии                    | Генерал от кавалерии                    |                                         |                                         |
|                                         |                                         | Алексей Андреевич Поливанов                                                | Алексей Андреевич Поливанов                                                | 13 (26) июля 1915 — 15 (28) марта 1916                                                                                    | 13 (26) июля 1915 — 15 (28) марта 1916                                                                                    | Генерал от инфантерии                   | Генерал от инфантерии                   |                                         |                                         |
|                                         |                                         | Дмитрий Савельевич Шуваев                                                  | Дмитрий Савельевич Шуваев                                                  | 15 (28) марта 1916 — 3 (16) января 1917                                                                                   | 15 (28) марта 1916 — 3 (16) января 1917                                                                                   | Генерал от инфантерии                   | Генерал от инфантерии                   |                                         |                                         |
|                                         |                                         | Михаил Алексеевич Беляев                                                   | Михаил Алексеевич Беляев                                                   | 3 (16) января 1917 — 1 (14) марта 1917                                                                                    | 3 (16) января 1917 — 1 (14) марта 1917                                                                                    | Генерал от инфантерии                   | Генерал от инфантерии                   |                                         |                                         |
| Министры морских сил Российской империи | Министры морских сил Российской империи | Министры морских сил Российской империи                                    | Министры морских сил Российской империи                                    | Министры морских сил Российской империи                                                                                   | Министры морских сил Российской империи                                                                                   | Министры морских сил Российской империи | Министры морских сил Российской империи | Министры морских сил Российской империи | Министры морских сил Российской империи |
| Портрет                                 | Портрет                                 | Имя                                                                        | Имя                                                                        | Сроки пребывания в должности                                                                                              | Сроки пребывания в должности                                                                                              | Звание                                  | Звание                                  |                                         |                                         |
|                                         |                                         | Николай Семёнович Мордвинов                                                | Николай Семёнович Мордвинов                                                | 8 (20) сентября 1802 — 28 декабря 1802 (9 января 1803)                                                                    | 8 (20) сентября 1802 — 28 декабря 1802 (9 января 1803)                                                                    | Адмирал                                 | Адмирал                                 |                                         |                                         |
|                                         |                                         | Павел Васильевич Чичагов                                                   | Павел Васильевич Чичагов                                                   | 31 декабря 1802 (12 января 1803) — 28 ноября (10 декабря) 1811                                                            | 31 декабря 1802 (12 января 1803) — 28 ноября (10 декабря) 1811                                                            | Адмирал                                 | Адмирал                                 |                                         |                                         |
|                                         |                                         | Иван Иванович де Траверсе                                                  | Иван Иванович де Траверсе                                                  | 28 ноября (10 декабря) 1811 — 17 (29) декабря 1815                                                                        | 28 ноября (10 декабря) 1811 — 17 (29) декабря 1815                                                                        | Адмирал                                 | Адмирал                                 |                                         |                                         |
| Морские министры Российской империи     | Морские министры Российской империи     | Морские министры Российской империи                                        | Морские министры Российской империи                                        | Морские министры Российской империи                                                                                       | Морские министры Российской империи                                                                                       | Морские министры Российской империи     | Морские министры Российской империи     | Морские министры Российской империи     | Морские министры Российской империи     |
| Портрет                                 | Портрет                                 | Имя                                                                        | Имя                                                                        | Сроки пребывания в должности                                                                                              | Сроки пребывания в должности                                                                                              | Звание                                  | Звание                                  |                                         |                                         |
|                                         |                                         | Иван Иванович де Траверсе                                                  | Иван Иванович де Траверсе                                                  | 17 (29) декабря 1815 — 24 марта (5 апреля) 1828                                                                           | 17 (29) декабря 1815 — 24 марта (5 апреля) 1828                                                                           | Адмирал                                 | Адмирал                                 |                                         |                                         |
|                                         |                                         | Антон Васильевич фон Моллер                                                | Антон Васильевич фон Моллер                                                | 24 марта (5 апреля) 1828 — 5 (17) февраля 1836                                                                            | 24 марта (5 апреля) 1828 — 5 (17) февраля 1836                                                                            | Адмирал                                 | Адмирал                                 |                                         |                                         |
|                                         |                                         | Александр Сергеевич Меншиков                                               | Александр Сергеевич Меншиков                                               | 5 (17) февраля 1836 — 23 февраля (7 марта) 1855                                                                           | 5 (17) февраля 1836 — 23 февраля (7 марта) 1855                                                                           | Адмирал                                 | Адмирал                                 |                                         |                                         |
|                                         |                                         | Фердинанд Петрович Врангель                                                | Фердинанд Петрович Врангель                                                | 18 (30) мая 1855 — 27 июля (8 августа) 1857                                                                               | 18 (30) мая 1855 — 27 июля (8 августа) 1857                                                                               | Адмирал                                 | Адмирал                                 |                                         |                                         |
|                                         |                                         | Николай Фёдорович Метлин                                                   | Николай Фёдорович Метлин                                                   | 27 июля (8 августа) 1857 — 18 (30) сентября 1860                                                                          | 27 июля (8 августа) 1857 — 18 (30) сентября 1860                                                                          | Адмирал                                 | Адмирал                                 |                                         |                                         |
|                                         |                                         | Николай Карлович Краббе                                                    | Николай Карлович Краббе                                                    | 19 сентября (1 октября) 1860 — 3 (15) января 1874                                                                         | 19 сентября (1 октября) 1860 — 3 (15) января 1874                                                                         | Адмирал                                 | Адмирал                                 |                                         |                                         |
|                                         |                                         | Степан Степанович Лесовский                                                | Степан Степанович Лесовский                                                | 12 (24) января 1874 — 23 июня (5 июля) 1880                                                                               | 12 (24) января 1874 — 23 июня (5 июля) 1880                                                                               | Адмирал                                 | Адмирал                                 |                                         |                                         |
|                                         |                                         | Алексей Алексеевич Пещуров (управляющий Морским министерством)             | Алексей Алексеевич Пещуров (управляющий Морским министерством)             | 23 июня (5 июля) 1880 — 11 (23) января 1882                                                                               | 23 июня (5 июля) 1880 — 11 (23) января 1882                                                                               | Контр-адмирал                           | Контр-адмирал                           |                                         |                                         |
|                                         |                                         | Иван Алексеевич Шестаков                                                   | Иван Алексеевич Шестаков                                                   | 11 (23) января 1882 — 21 ноября (3 декабря) 1888                                                                          | 11 (23) января 1882 — 21 ноября (3 декабря) 1888                                                                          | Адмирал                                 | Адмирал                                 |                                         |                                         |
|                                         |                                         | Николай Матвеевич Чихачёв                                                  | Николай Матвеевич Чихачёв                                                  | 28 ноября (10 декабря) 1888 — 13 (25) июля 1896                                                                           | 28 ноября (10 декабря) 1888 — 13 (25) июля 1896                                                                           | Адмирал                                 | Адмирал                                 |                                         |                                         |
|                                         |                                         | Павел Петрович Тыртов                                                      | Павел Петрович Тыртов                                                      | 13 (25) июля 1896 — 4 (17) марта 1903                                                                                     | 13 (25) июля 1896 — 4 (17) марта 1903                                                                                     | Адмирал                                 | Адмирал                                 |                                         |                                         |
|                                         |                                         | Фёдор Карлович Авелан                                                      | Фёдор Карлович Авелан                                                      | 4 (17) марта 1903 — 29 июня (12 июля) 1905                                                                                | 4 (17) марта 1903 — 29 июня (12 июля) 1905                                                                                | Адмирал                                 | Адмирал                                 |                                         |                                         |
|                                         |                                         | Алексей Алексеевич Бирилёв                                                 | Алексей Алексеевич Бирилёв                                                 | 29 июня (12 июля) 1905 — 11 (24) января 1907                                                                              | 29 июня (12 июля) 1905 — 11 (24) января 1907                                                                              | Адмирал                                 | Адмирал                                 |                                         |                                         |
|                                         |                                         | Иван Михайлович Диков                                                      | Иван Михайлович Диков                                                      | 11 (24) января 1907 — 8 (21) января 1909                                                                                  | 11 (24) января 1907 — 8 (21) января 1909                                                                                  | Адмирал                                 | Адмирал                                 |                                         |                                         |
|                                         |                                         | Степан Аркадьевич Воеводский                                               | Степан Аркадьевич Воеводский                                               | 8 (21) января 1909 — 18 (31) марта 1911                                                                                   | 8 (21) января 1909 — 18 (31) марта 1911                                                                                   | Адмирал                                 | Адмирал                                 |                                         |                                         |
|                                         |                                         | Иван Константинович Григорович                                             | Иван Константинович Григорович                                             | 19 марта (1 апреля) 1911 — 28 февраля (13 марта) 1917                                                                     | 19 марта (1 апреля) 1911 — 28 февраля (13 марта) 1917                                                                     | Адмирал                                 | Адмирал                                 |                                         |                                         |
| --------------------------------------- | --------------------------------------- | -------------------------------------------------------------------------- | -------------------------------------------------------------------------- | --- | --- | --------------------------------------- | --------------------------------------- | --------------------------------------- | --------------------------------------- |

## Временное правительство (1917)
| Военные и морские министры Временного правительства | Военные и морские министры Временного правительства | Военные и морские министры Временного правительства | Военные и морские министры Временного правительства | Военные и морские министры Временного правительства        | Военные и морские министры Временного правительства        | Военные и морские министры Временного правительства | Военные и морские министры Временного правительства | Военные и морские министры Временного правительства | Военные и морские министры Временного правительства |
| Портрет                                             | Портрет                                             | Имя                                                 | Имя                                                 | Сроки пребывания в должности                               | Сроки пребывания в должности                               | Звание                                              | Звание                                              |                                                     |                                                     |
|                                                     |                                                     | Александр Иванович Гучков                           | Александр Иванович Гучков                           | 2 (15) марта 1917 — 30 апреля (13 мая) 1917                | 2 (15) марта 1917 — 30 апреля (13 мая) 1917                | —                                                   | —                                                   |                                                     |                                                     |
|                                                     |                                                     | Александр Федорович Керенский                       | Александр Федорович Керенский                       | 5 (18) мая 1917 — 30 августа (12 сентября) 1917            | 5 (18) мая 1917 — 30 августа (12 сентября) 1917            | —                                                   | —                                                   |                                                     |                                                     |
|                                                     |                                                     | Александр Иванович Верховский                       | Александр Иванович Верховский                       | 30 августа (12 сентября) 1917 — 25 октября (7 ноября) 1917 | 30 августа (12 сентября) 1917 — 25 октября (7 ноября) 1917 | Генерал-майор                                       | Генерал-майор                                       |                                                     |                                                     |
| --------------------------------------------------- | --------------------------------------------------- | --------------------------------------------------- | --------------------------------------------------- | ---------------------------------------------------------- | ---------------------------------------------------------- | --------------------------------------------------- | --------------------------------------------------- | --------------------------------------------------- | --------------------------------------------------- |

## Всероссийское Временное правительство (1918)
| Военный и морской министр России | Военный и морской министр России | Военный и морской министр России | Военный и морской министр России | Военный и морской министр России                | Военный и морской министр России                | Военный и морской министр России | Военный и морской министр России | Военный и морской министр России | Военный и морской министр России |
| Портрет                          | Портрет                          | Имя                              | Имя                              | Сроки пребывания в должности                    | Сроки пребывания в должности                    | Звание                           | Звание                           |                                  |                                  |
|                                  |                                  | Александр Васильевич Колчак      | Александр Васильевич Колчак      | 5 (18) ноября 1918 — 20 ноября (3 декабря) 1918 | 5 (18) ноября 1918 — 20 ноября (3 декабря) 1918 | Адмирал                          | Адмирал                          |                                  |                                  |
| -------------------------------- | -------------------------------- | -------------------------------- | -------------------------------- | ----------------------------------------------- | ----------------------------------------------- | -------------------------------- | -------------------------------- | -------------------------------- | -------------------------------- |

## Государство Российское (1918—1920)
| Военные министры Российского правительства | Военные министры Российского правительства | Военные министры Российского правительства | Военные министры Российского правительства | Военные министры Российского правительства          | Военные министры Российского правительства          | Военные министры Российского правительства | Военные министры Российского правительства | Военные министры Российского правительства | Военные министры Российского правительства |
| Портрет                                    | Портрет                                    | Имя                                        | Имя                                        | Сроки пребывания в должности                        | Сроки пребывания в должности                        | Звание                                     | Звание                                     |                                            |                                            |
|                                            |                                            | Николай Александрович Степанов             | Николай Александрович Степанов             | 18 ноября (1 декабря) 1918 — 23 мая (5 июня) 1919   | 18 ноября (1 декабря) 1918 — 23 мая (5 июня) 1919   | Генерал-лейтенант                          | Генерал-лейтенант                          |                                            |                                            |
|                                            |                                            | Дмитрий Антонович Лебедев                  | Дмитрий Антонович Лебедев                  | 23 мая (5 июня) 1919 — 10 (23) августа 1919         | 23 мая (5 июня) 1919 — 10 (23) августа 1919         | Генерал-майор                              | Генерал-майор                              |                                            |                                            |
|                                            |                                            | Михаил Константинович Дитерихс             | Михаил Константинович Дитерихс             | 10 (23) августа 1919 — 27 августа (9 сентября) 1919 | 10 (23) августа 1919 — 27 августа (9 сентября) 1919 | Генерал-лейтенант                          | Генерал-лейтенант                          |                                            |                                            |
|                                            |                                            | Алексей Павлович Будберг                   | Алексей Павлович Будберг                   | 27 августа (9 сентября) 1919 — 5 (18) октября 1919  | 27 августа (9 сентября) 1919 — 5 (18) октября 1919  | Генерал-лейтенант                          | Генерал-лейтенант                          |                                            |                                            |
|                                            |                                            | Михаил Васильевич Ханжин                   | Михаил Васильевич Ханжин                   | 5 (18) октября 1919 — 4 (17) января 1920            | 5 (18) октября 1919 — 4 (17) января 1920            | Генерал от артиллерии                      | Генерал от артиллерии                      |                                            |                                            |
| Морской министр Российского правительства  | Морской министр Российского правительства  | Морской министр Российского правительства  | Морской министр Российского правительства  | Морской министр Российского правительства           | Морской министр Российского правительства           | Морской министр Российского правительства  | Морской министр Российского правительства  | Морской министр Российского правительства  | Морской министр Российского правительства  |
| Портрет                                    | Портрет                                    | Имя                                        | Имя                                        | Сроки пребывания в должности                        | Сроки пребывания в должности                        | Звание                                     | Звание                                     |                                            |                                            |
|                                            |                                            | Михаил Иванович Смирнов                    | Михаил Иванович Смирнов                    | 20 ноября (3 декабря) 1918 — 4 (17) января 1920     | 20 ноября (3 декабря) 1918 — 4 (17) января 1920     | Контр-адмирал                              | Контр-адмирал                              |                                            |                                            |
| ------------------------------------------ | ------------------------------------------ | ------------------------------------------ | ------------------------------------------ | --------------------------------------------------- | --------------------------------------------------- | ------------------------------------------ | ------------------------------------------ | ------------------------------------------ | ------------------------------------------ |

## Юг России (1920)
| Начальник военного управления Правительства Юга России | Начальник военного управления Правительства Юга России | Начальник военного управления Правительства Юга России | Начальник военного управления Правительства Юга России | Начальник военного управления Правительства Юга России | Начальник военного управления Правительства Юга России | Начальник военного управления Правительства Юга России | Начальник военного управления Правительства Юга России | Начальник военного управления Правительства Юга России | Начальник военного управления Правительства Юга России |
| Портрет                                                | Портрет                                                | Имя                                                    | Имя                                                    | Сроки пребывания в должности                           | Сроки пребывания в должности                           | Звание                                                 | Звание                                                 |                                                        |                                                        |
|                                                        |                                                        | Владимир Павлович Никольский                           | Владимир Павлович Никольский                           | 11 (24) апреля 1920 — 11 (24) ноября 1920              | 11 (24) апреля 1920 — 11 (24) ноября 1920              | Генерал-майор                                          | Генерал-майор                                          |                                                        |                                                        |
| ------------------------------------------------------ | ------------------------------------------------------ | ------------------------------------------------------ | ------------------------------------------------------ | ------------------------------------------------------ | ------------------------------------------------------ | ------------------------------------------------------ | ------------------------------------------------------ | ------------------------------------------------------ | ------------------------------------------------------ |

## РСФСР (1917—1923)
| Народный комиссар по военным и морским делам РСФСР | Народный комиссар по военным и морским делам РСФСР | Народный комиссар по военным и морским делам РСФСР | Народный комиссар по военным и морским делам РСФСР | Народный комиссар по военным и морским делам РСФСР | Народный комиссар по военным и морским делам РСФСР | Народный комиссар по военным и морским делам РСФСР | Народный комиссар по военным и морским делам РСФСР |
| Портрет                                            | Портрет                                            | Имя                                                | Имя                                                | Сроки пребывания в должности                       | Сроки пребывания в должности                       | Звание                                             | Звание                                             |
|                                                    |                                                    | Николай Ильич Подвойский                           | Николай Ильич Подвойский                           | 10 (23) ноября 1917 — 13 марта 1918                | 10 (23) ноября 1917 — 13 марта 1918                | Народный комиссар (по должности)                   | Народный комиссар (по должности)                   |
|                                                    |                                                    | Лев Давидович Троцкий                              | Лев Давидович Троцкий                              | 13 марта 1918 — 12 ноября 1923                     | 13 марта 1918 — 12 ноября 1923                     | Народный комиссар (по должности)                   | Народный комиссар (по должности)                   |
| -------------------------------------------------- | -------------------------------------------------- | -------------------------------------------------- | -------------------------------------------------- | -------------------------------------------------- | -------------------------------------------------- | -------------------------------------------------- | -------------------------------------------------- |

## РСФСР (1944—1946)
| Народный комиссар обороны РСФСР | Народный комиссар обороны РСФСР | Народный комиссар обороны РСФСР | Народный комиссар обороны РСФСР | Народный комиссар обороны РСФСР | Народный комиссар обороны РСФСР | Народный комиссар обороны РСФСР | Народный комиссар обороны РСФСР |
| ------------------------------- | ------------------------------- | ------------------------------- | ------------------------------- | ------------------------------- | ------------------------------- | ------------------------------- | ------------------------------- |

## Российская Федерация (с 1991)
| Министр обороны РСФСР  | Министр обороны РСФСР  | Министр обороны РСФСР              | Министр обороны РСФСР              | Министр обороны РСФСР           | Министр обороны РСФСР           | Министр обороны РСФСР       | Министр обороны РСФСР       | Министр обороны РСФСР  | Министр обороны РСФСР  |
| Портрет                | Портрет                | Имя                                | Имя                                | Сроки пребывания в должности    | Сроки пребывания в должности    | Звание                      | Звание                      |                        |                        |
|                        |                        | Константин Иванович Кобец          | Константин Иванович Кобец          | 20 августа — 9 сентября 1991    | 20 августа — 9 сентября 1991    | Генерал армии               | Генерал армии               |                        |                        |
| Министр обороны России | Министр обороны России | Министр обороны России             | Министр обороны России             | Министр обороны России          | Министр обороны России          | Министр обороны России      | Министр обороны России      | Министр обороны России | Министр обороны России |
| Портрет                | Портрет                | Имя                                | Имя                                | Сроки пребывания в должности    | Сроки пребывания в должности    | Звание                      | Звание                      |                        |                        |
|                        |                        | Борис Николаевич Ельцин (и. о.)    | Борис Николаевич Ельцин (и. о.)    | 16 марта — 18 мая 1992          | 16 марта — 18 мая 1992          | —                           | —                           |                        |                        |
|                        |                        | Павел Сергеевич Грачёв             | Павел Сергеевич Грачёв             | 18 мая 1992 — 18 июня 1996      | 18 мая 1992 — 18 июня 1996      | Генерал армии               | Генерал армии               |                        |                        |
|                        |                        | Михаил Петрович Колесников (и. о.) | Михаил Петрович Колесников (и. о.) | 18 июня — 24 июля 1996          | 18 июня — 24 июля 1996          | Генерал армии               | Генерал армии               |                        |                        |
|                        |                        | Игорь Николаевич Родионов          | Игорь Николаевич Родионов          | 17 июля 1996 — 23 мая 1997      | 17 июля 1996 — 23 мая 1997      | Генерал армии               | Генерал армии               |                        |                        |
|                        |                        | Игорь Дмитриевич Сергеев           | Игорь Дмитриевич Сергеев           | 23 мая 1997 — 28 марта 2001     | 23 мая 1997 — 28 марта 2001     | Маршал Российской Федерации | Маршал Российской Федерации |                        |                        |
|                        |                        | Сергей Борисович Иванов            | Сергей Борисович Иванов            | 28 марта 2001 — 15 февраля 2007 | 28 марта 2001 — 15 февраля 2007 | Генерал-полковник запаса    | Генерал-полковник запаса    |                        |                        |
|                        |                        | Анатолий Эдуардович Сердюков       | Анатолий Эдуардович Сердюков       | 15 февраля 2007 — 6 ноября 2012 | 15 февраля 2007 — 6 ноября 2012 | —                           | —                           |                        |                        |
|                        |                        | Сергей Кужугетович Шойгу           | Сергей Кужугетович Шойгу           | 6 ноября 2012 — 12 мая 2024     | 6 ноября 2012 — 12 мая 2024     | Генерал армии               | Генерал армии               |                        |                        |
|                        |                        | Андрей Рэмович Белоусов            | Андрей Рэмович Белоусов            | с 14 мая 2024                   | с 14 мая 2024                   | —                           | —                           |                        |                        |
| ---------------------- | ---------------------- | ---------------------------------- | ---------------------------------- | ------------------------------- | ------------------------------- | --------------------------- | --------------------------- | ---------------------- | ---------------------- |